# Theo Albrecht

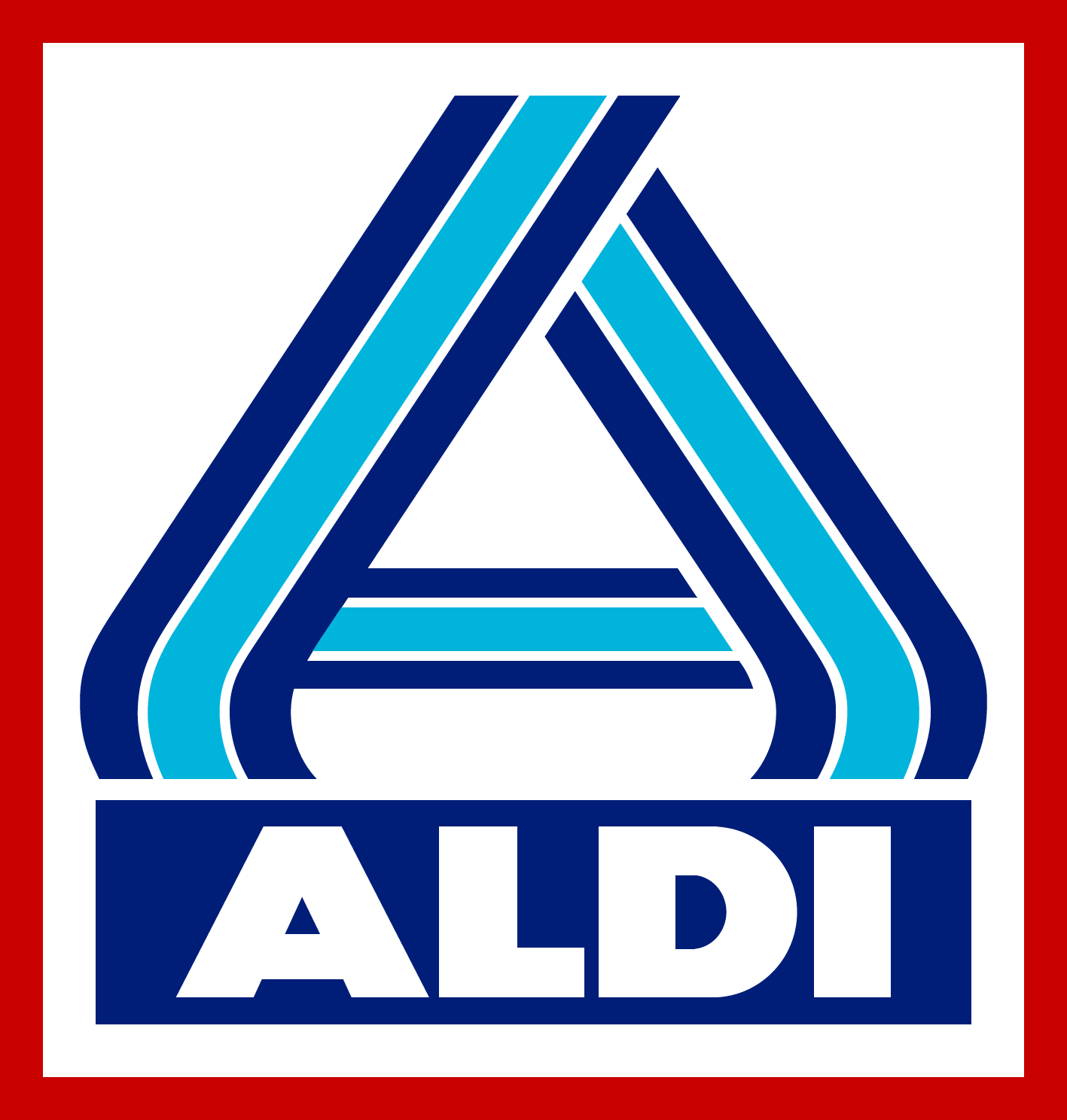
Logo von ALDI Nord

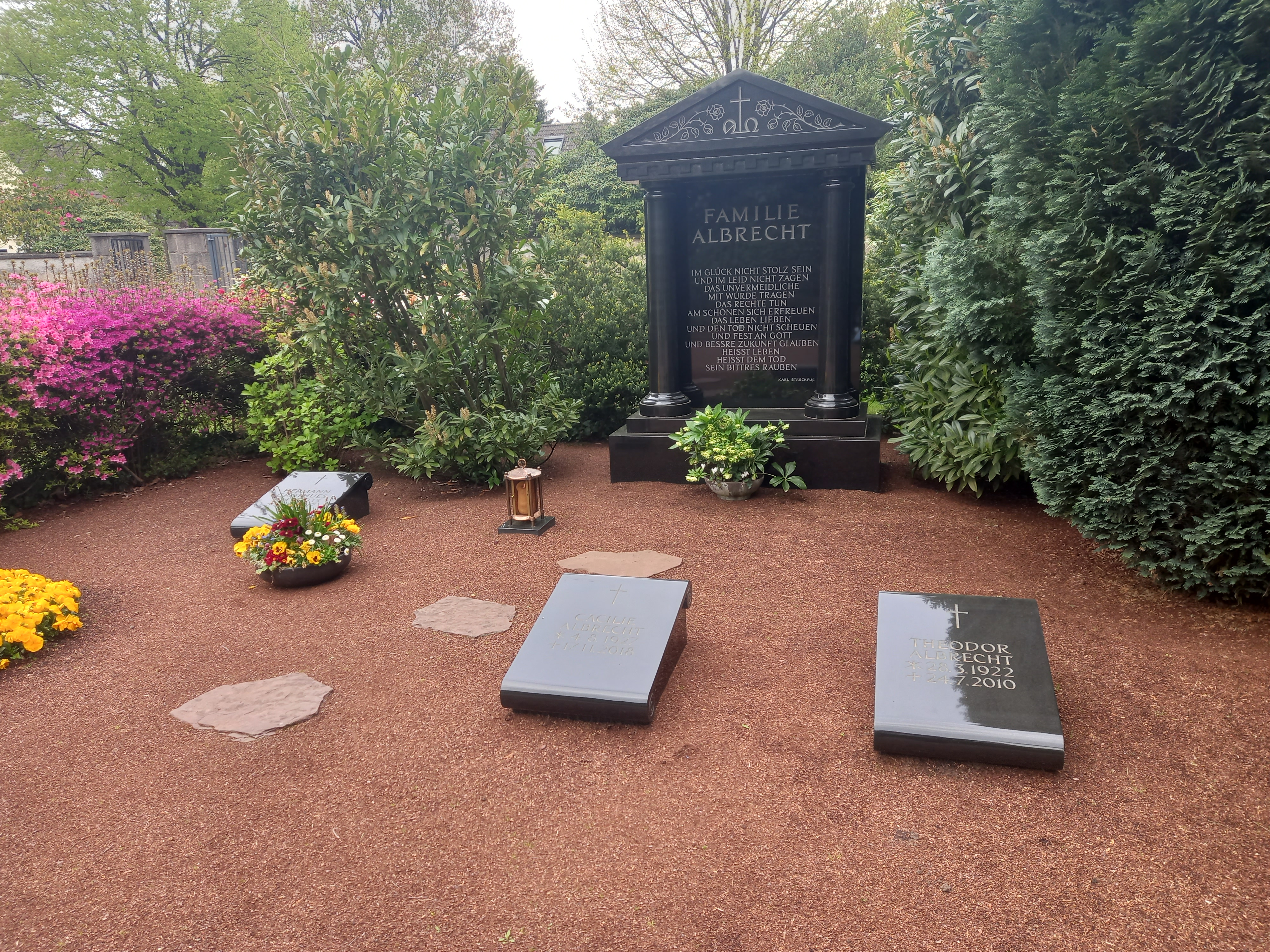
Das Grab von Theo Albrecht und seiner Ehefrau Cäcilie im Familiengrab auf dem Friedhof Bredeney in Essen

Theodor Paul „Theo“ Albrecht (* 28. März 1922 in Essen; † 24. Juli 2010 ebenda) war ein deutscher Unternehmer und Gründer von Aldi Nord.

## Biografie

### Herkunft und Ausbildung

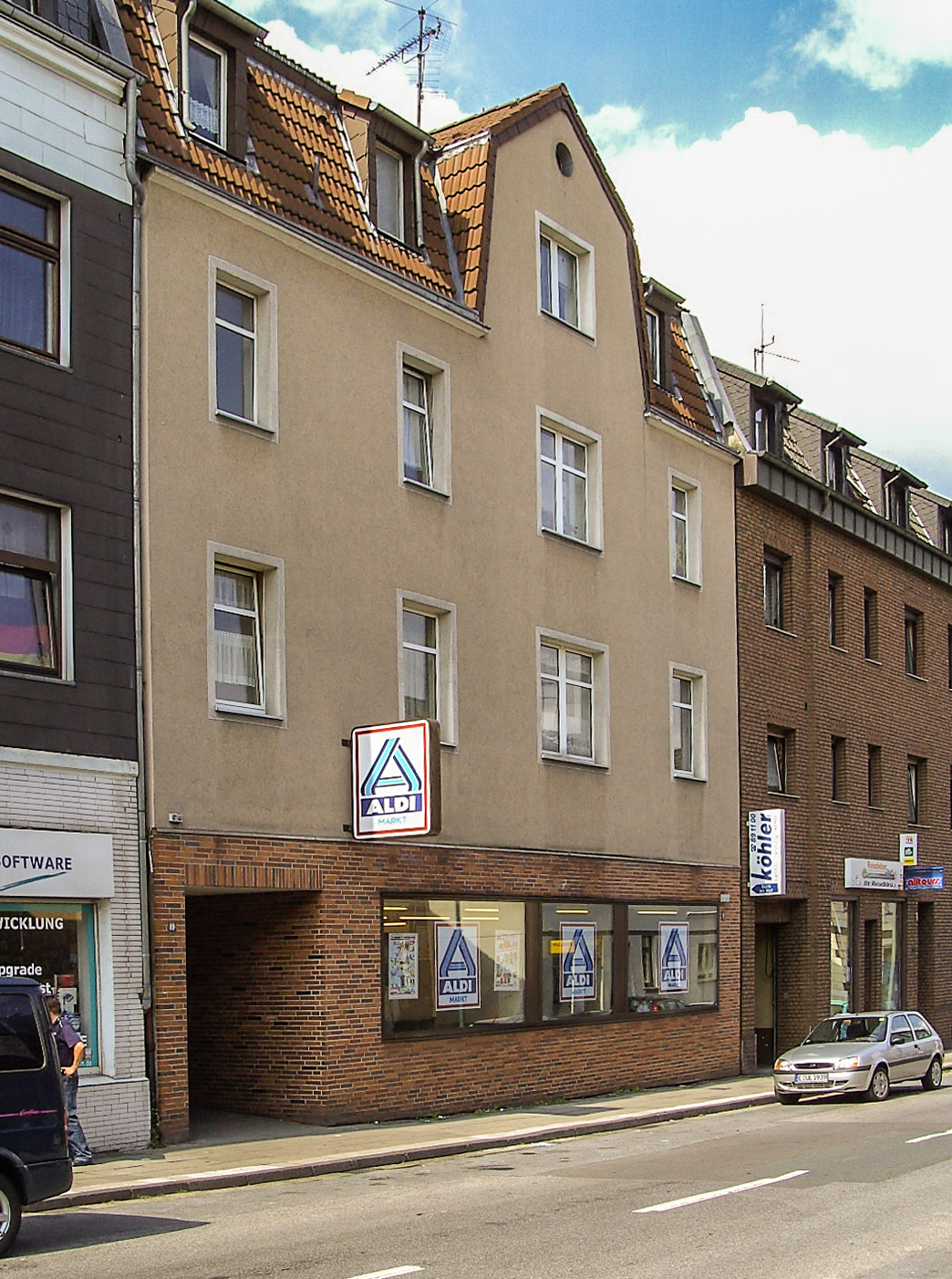
Ehemaliger „Ursprungs-Aldi“ an der Huestraße 89 in Essen-Schonnebeck

Theo Albrecht und sein älterer Bruder Karl (1920–2014) wuchsen im damaligen Essener Arbeiterviertel Schonnebeck auf. Sein Vater Karl Albrecht senior (1886–1943) war gelernter Bäcker und machte sich 1913 als Brothändler mit einem Laden an der Huestraße 87 selbstständig. Seine Frau Anna Albrecht (geb. Siepmann) (1886–1970) führte die Geschäfte mindestens während des Kriegsdienstes von Karl Albrecht senior und blieb auch nach Übernahme des Unternehmens durch die Söhne bis 1960 Mitglied der Geschäftsleitung. 1919 wird das Geschäft in das Nachbarhaus Huestraße 89 (auch Ursprungs-Aldi genannt) in Essen-Schonnebeck verlegt, wo es bis zu seiner Schließung am 28. November 2020 blieb.
Wie auch sein Bruder Karl half Theo Albrecht schon während der Schulzeit im elterlichen Geschäft, in dem er sich nach der Schule auch zum Kaufmann heranbildete.

### Soldat im Zweiten Weltkrieg
Theo Albrecht nahm als Mitglied einer Nachschubeinheit am Afrikafeldzug teil und geriet später in Italien in amerikanische Gefangenschaft.

### Nachkriegszeit
Nach dem Ende des Zweiten Weltkriegs übernahmen Theo und Karl Albrecht 1946 das elterliche Lebensmittelgeschäft und eröffneten bald eine größere Filiale. 1950 hatten sie es bereits zu einer kleinen Lebensmittelkette von 31 Geschäften herkömmlicher Prägung gebracht. 1960 waren es inzwischen 300 Läden, die zusammen auf einen Umsatz von 90 Millionen Deutsche Mark kamen.
Da die Albrecht-Brüder sehr zurückgezogen lebten, ist über Theo Albrecht wenig bekannt. Beide Brüder galten als sehr sparsam. Theo spielte wie sein Bruder Golf und sammelte Schreibmaschinen. Er besaß ein Haus im Ortskern von Nieblum auf Föhr, wo sich das Ehepaar Albrecht auch öfters aufhielt. Das letzte veröffentlichte Foto von Theo Albrecht stammt von 1971 – einen Tag nach dem Ende seiner Entführung. Dem Reporter Franz Ruch gelang es 1987 noch einmal, die beiden Albrecht-Brüder zu fotografieren.

### Gründung von Aldi Nord
Im Jahr 1960 benannten die Brüder das Unternehmen in Albrechts Diskont (kurz: „Aldi“) um und teilten es untereinander auf: Karl übernahm fortan Aldi Süd und Theo Aldi Nord, was das bundesdeutsche Gebiet nördlich des Ruhrgebiets umfasste. 1962 eröffneten sie den ersten Aldi-Markt mit dem neuen Discount-Konzept in Dortmund.

Logo von Trader Joe’s

Völlig unabhängig vom Aldi-Konzept und den US-amerikanischen Aldi-Süd-Filialen seines Bruders betrieb Theo Albrecht außerdem ab 1979 die US-amerikanische Supermarktkette Trader Joe’s.
Theo Albrecht zog sich 1993 aus dem operativen Geschäft zurück und brachte sein Vermögen in die Markus-Stiftung mit Sitz in Nortorf ein. Bis 2006 war er aber noch beinahe täglich in seinem Büro in Essen anzutreffen. Der bereits seit über 50 Jahren im Unternehmen tätige Hartmuth Wiesemann (* 1945) war seit Jahren als Verwaltungsratsmitglied und Generalbevollmächtigter verantwortlich für das Unternehmen Aldi Nord.

### Entführung 1971
Am 29. November 1971 wurde Theo Albrecht entführt. Die Täter waren Heinz Joachim Ollenburg (1924–2017), ein Düsseldorfer Rechtsanwalt mit hohen Spielschulden, und der verurteilte Tresorknacker Paul Kron (1930–2017). Letzteren kannte man im kriminellen Milieu als „Diamanten-Paule“. Ihr Opfer hatten sie über das Buch Die Reichen und Superreichen in Deutschland ausgesucht. Ursprünglich wollten sie Karl Albrecht entführen. Dann erfuhren sie aber von dessen angegriffenem Gesundheitszustand und entschieden sich für den jüngeren Bruder.
Ollenburg und Kron lauerten Theo Albrecht vor dem damaligen Konzernhauptsitz in Herten auf. Als dieser als Letzter das Gebäude verließ, sollen die beiden zunächst gedacht haben, sie hätten sich geirrt: Albrecht, der zeitlebens äußerlich sehr bescheiden auftrat, sei ihnen für einen Multimillionär und Besitzer einer großen Ladenkette zu schlecht gekleidet erschienen. Sie hätten ihn daher angesprochen und sich seinen Personalausweis zeigen lassen, um sich zu vergewissern.
Die Entführung dauerte 17 Tage und fand ihr Ende mit der Zahlung von sieben Millionen Mark Lösegeld – der höchsten Lösegeldsumme, die bis dahin in der Bundesrepublik gezahlt worden war. Der Essener Bischof Franz Hengsbach überbrachte das Geld, was man der Tatsache zuschrieb, dass die beiden Brüder Mitglieder der katholischen Kirche waren. Kron wurde am 20. Dezember 1971 und Ollenburg am 30. Dezember 1971 gefasst, das Landgericht Essen verurteilte 1973 beide zu einer Freiheitsstrafe von jeweils achteinhalb Jahren. Rund die Hälfte des Lösegelds konnte nie gefunden werden.
Theo Albrecht klagte 1979 vor dem Finanzgericht Münster erfolglos auf Ansatz der Lösegeldsumme als Betriebsausgabe. Die Richter erklärten die Entführung zur Privatsache, sodass lediglich das unauffindbare Lösegeld als außergewöhnliche Belastung bei der Einkommensteuererklärung ausgewiesen werden konnte.

### Milliarden-Vermögen
Wie sein Bruder Karl gehörte Theo nach Forbes mit einem geschätzten Vermögen von rund 16,7 Milliarden US-Dollar bis zu seinem Tod zu den reichsten Menschen der Welt; er stand zuletzt auf Platz 31 des Forbes-Rankings 2010. Im Oktober 2009 führte das Manager Magazin Theo Albrecht auf dem zweiten Platz der reichsten Deutschen hinter seinem Bruder. Sein Vermögen ist in der nicht auflösbaren Markus-Stiftung gebunden. 2011 führte die Forbes-Liste die Söhne Berthold und Theo jr. mit einem gemeinsamen Vermögen von 14,4 Milliarden US-Dollar auf Platz 48 der reichsten Personen weltweit und auf Platz 4 der reichsten Deutschen.

## Privates
Theo Albrecht war mit Cäcilie Albrecht († 2018) verheiratet und hatte mit ihr zwei Söhne, Theo Albrecht junior (* 1950) und Berthold Albrecht (1954–2012), die ebenfalls bei Aldi Nord arbeiten bzw. arbeiteten. Theo Albrecht junior hat ein Kind und Berthold Albrecht hatte mit seiner Frau Babette Albrecht insgesamt fünf Kinder. Berthold Albrecht war Vorstandsvorsitzender der Familienstiftungen und Mitglied des Verwaltungsrates von Aldi Nord.
Theo Albrecht starb am 24. Juli 2010 im Alter von 88 Jahren im Alfried Krupp Krankenhaus in Essen an den Spätfolgen eines Treppensturzes, der ihn ein Jahr zuvor zum Pflegefall gemacht hatte.